# 棠溪站
棠溪站，位於中國广东省广州市白云区。該站距离丰台站2,281公里，离广州站2公里，隶属广州铁路集团廣深鐵路股份广州车务段管辖，曾是部分快运货物班列的终到站（如黄村始发的X103次）。
本站原为二等站。在由北场改建的广州白云站京广场新站型于2023年9月启用后，本站停用；2023年12月28日，车站正式撤销。

## 历史
棠溪站前身为西联站，始建于民国5年（1916年），为粤汉铁路的车站。民国26年，又成为粤汉铁路与广九铁路的联轨站，改称为广州北站。
中华人民共和国成立后，为避免列车需迂回至广州南站进行编解作业的不合理现象，1956年启动广州北站扩建工程，设计为双向一级三场正线中穿式编组站。施工方于1958年开始进场施工，中途曾因投资不足而暂停建设，直至1970年建成投产，原南站的编组作业全移至本站，使本站成为广州铁路枢纽内主要的编组站。
至1980年代，由于车站解编能力无法应付不断增长的需求，铁道部决定兴建新广州北编组站（今江村站）。1985年新建棠溪北场作为下行到达场，以为本站分流。广州北编组站於1989年2月作为衡广复线工程的一部分投入使用後，原广州北站更名为棠溪站，编组作业大部分转到广州北站，棠溪站缩减规模，除东部股道作为广州车辆段的客车整备所、保留8股到作为广州站的客车存车场外，其余股道、设备全部拆除。
原棠溪站北场自2018年起停用并改建成广州白云站:11；南场原计划保留，后因广湛高铁项目实施了广茂线货车外绕工程，棠溪站南场已无保留必要，故被取消，并按照相关线路的正线区间进行调整。2020年起，一些原由棠溪站接发的行包列车迁至石龙站接发，以避开广州市区白天货车禁行的限制。
棠溪站的集装箱运输业务于2022年7月11日起取消，同年7月17日货场亦停止办理货运业务，标志着已运行106年的棠溪站终止了其货运功能。2023年9月13日广州白云站京广场新站型启用后，本站停止服务。同年12月28日，车站正式撤销。

## 图片
- 广州北站站场卫星图（1966年）
- 韶山9型电力机车牵引T16次列车通过棠溪北场（2006年）
- 棠溪北场（2016年）
- 客技站

## 参看
- 广州白云站
- 广州铁路枢纽
- 广州站
- 广州北站
- 广州南站 (货运)